# Castello di La Clayette
Il castello di La Clayette è un castello ubicato a La Clayette, situato nel dipartimento della Saona e Loira nella regione della Borgogna.

## Storia e descrizione
Il castello venne edificato a partire dal 1380.
È classificato dal Ministero della cultura e comunicazione francese come monumento storico dal 2002.

## Galleria d'immagini

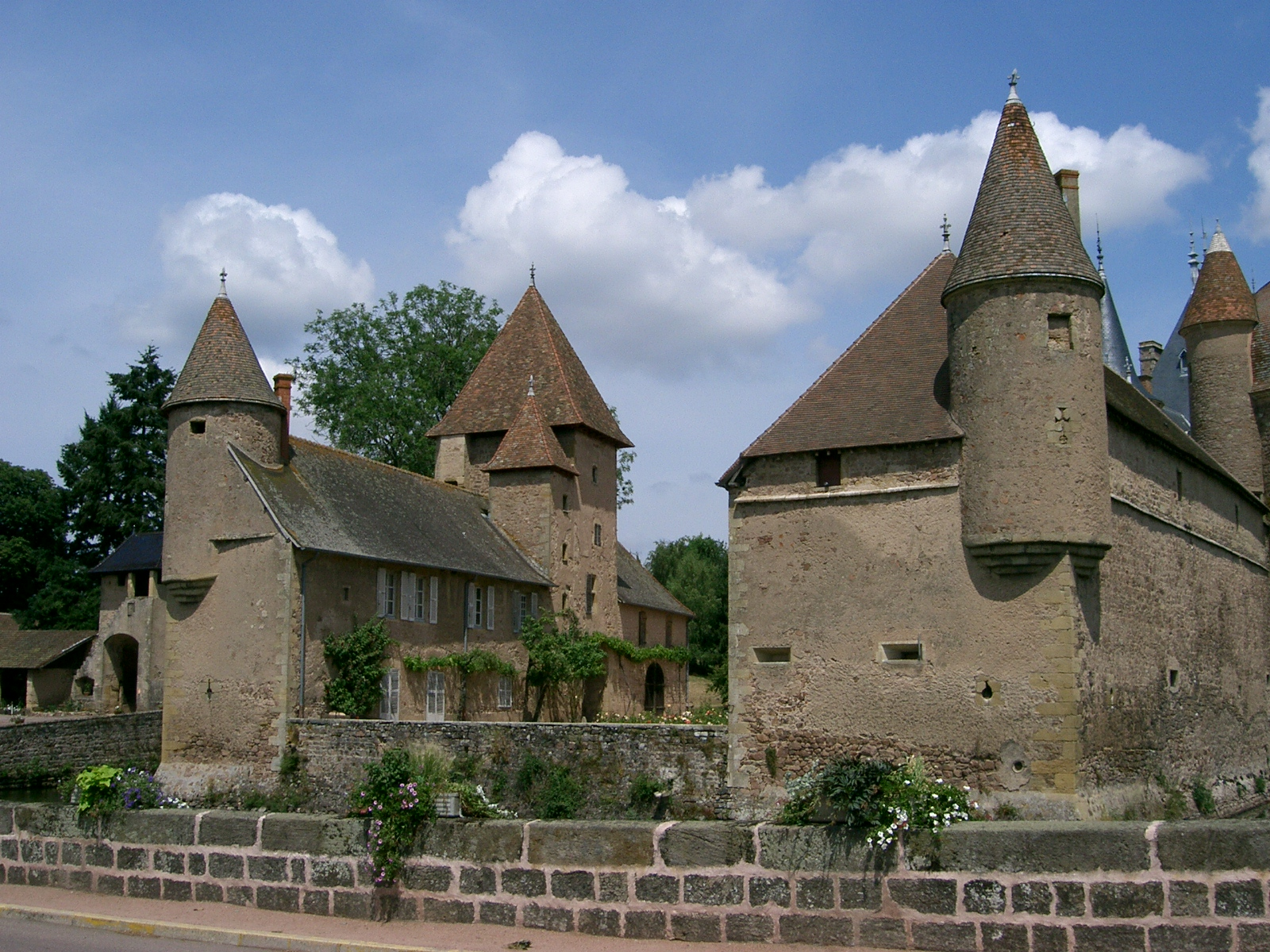
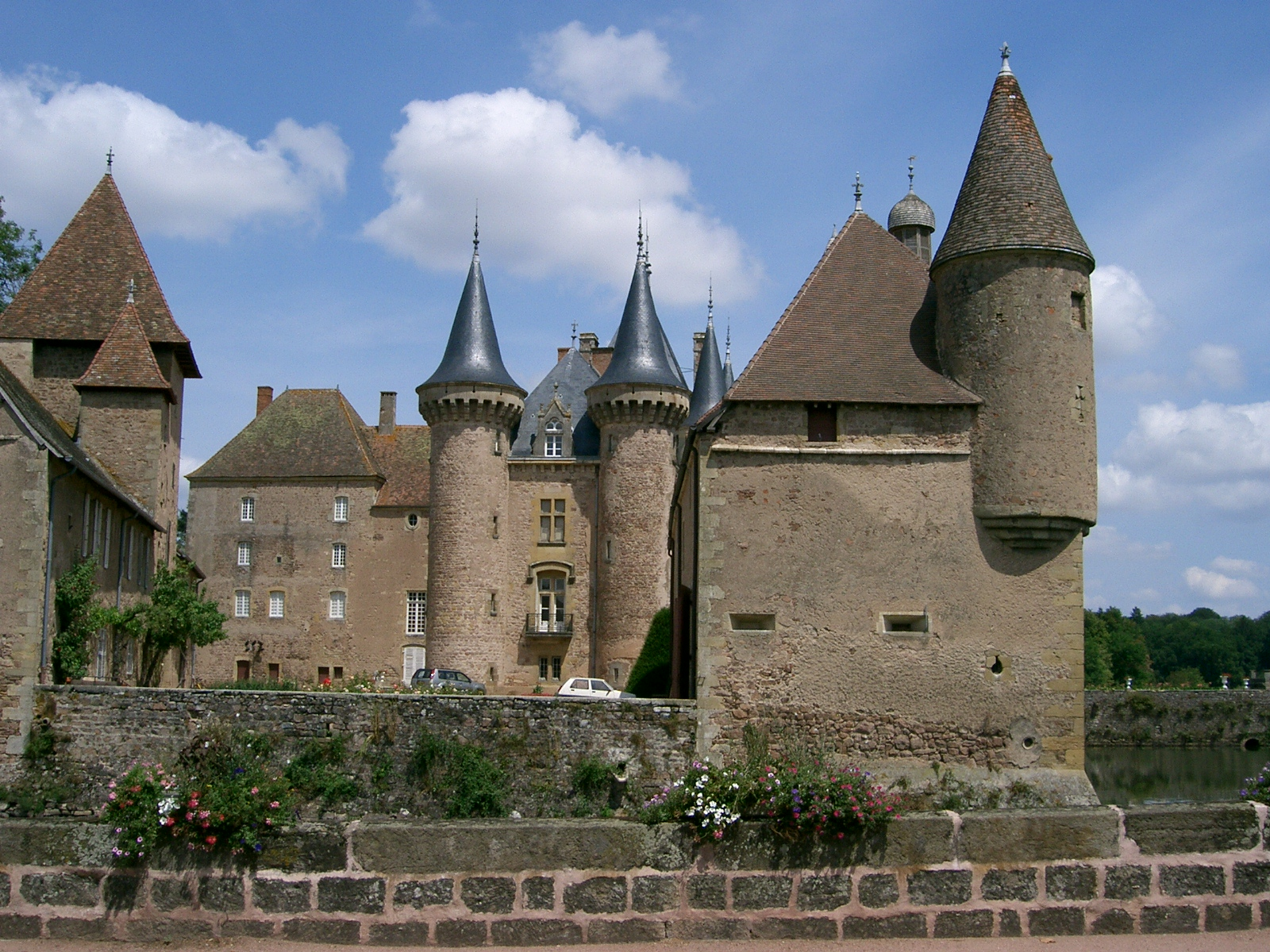
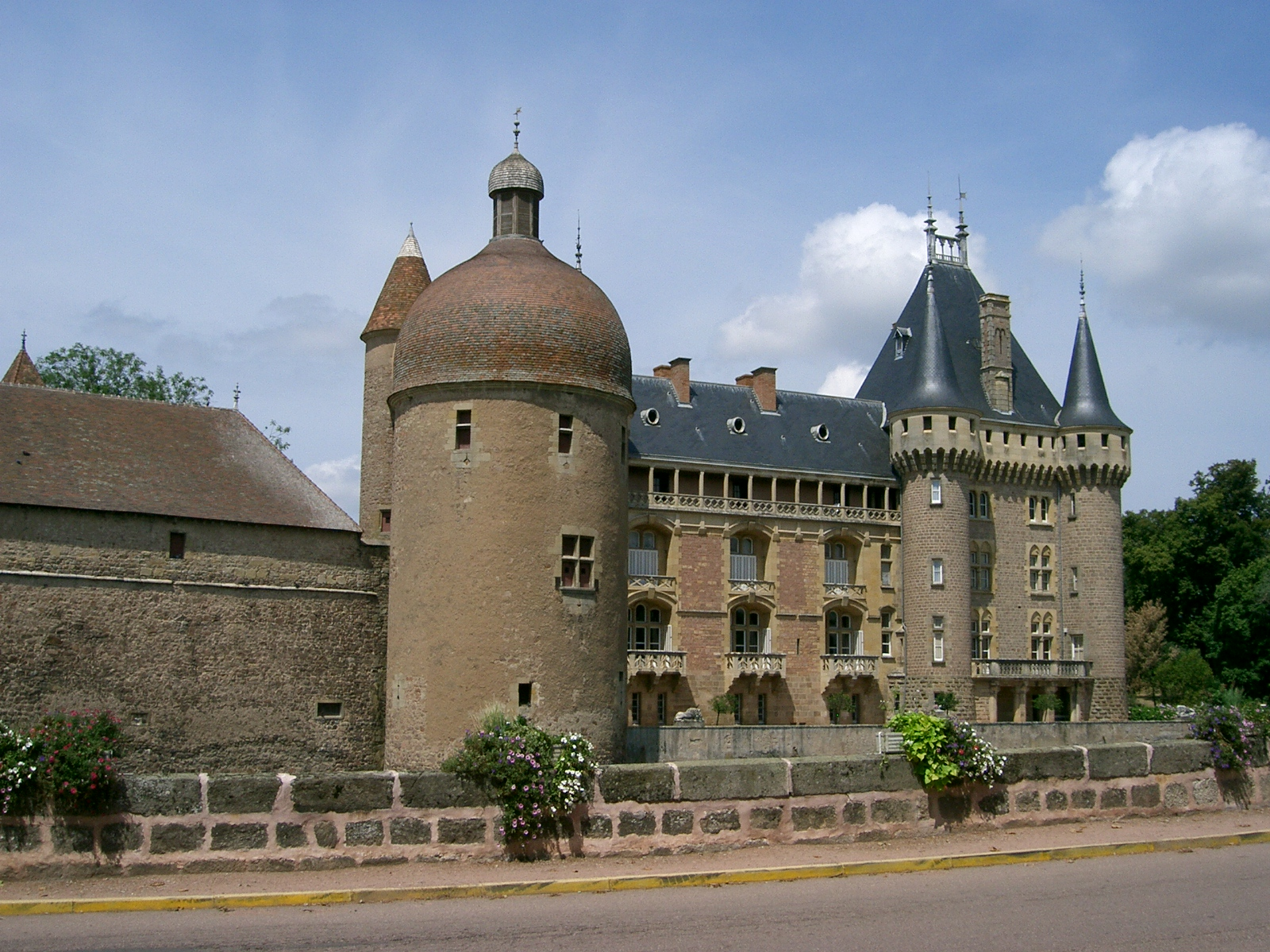
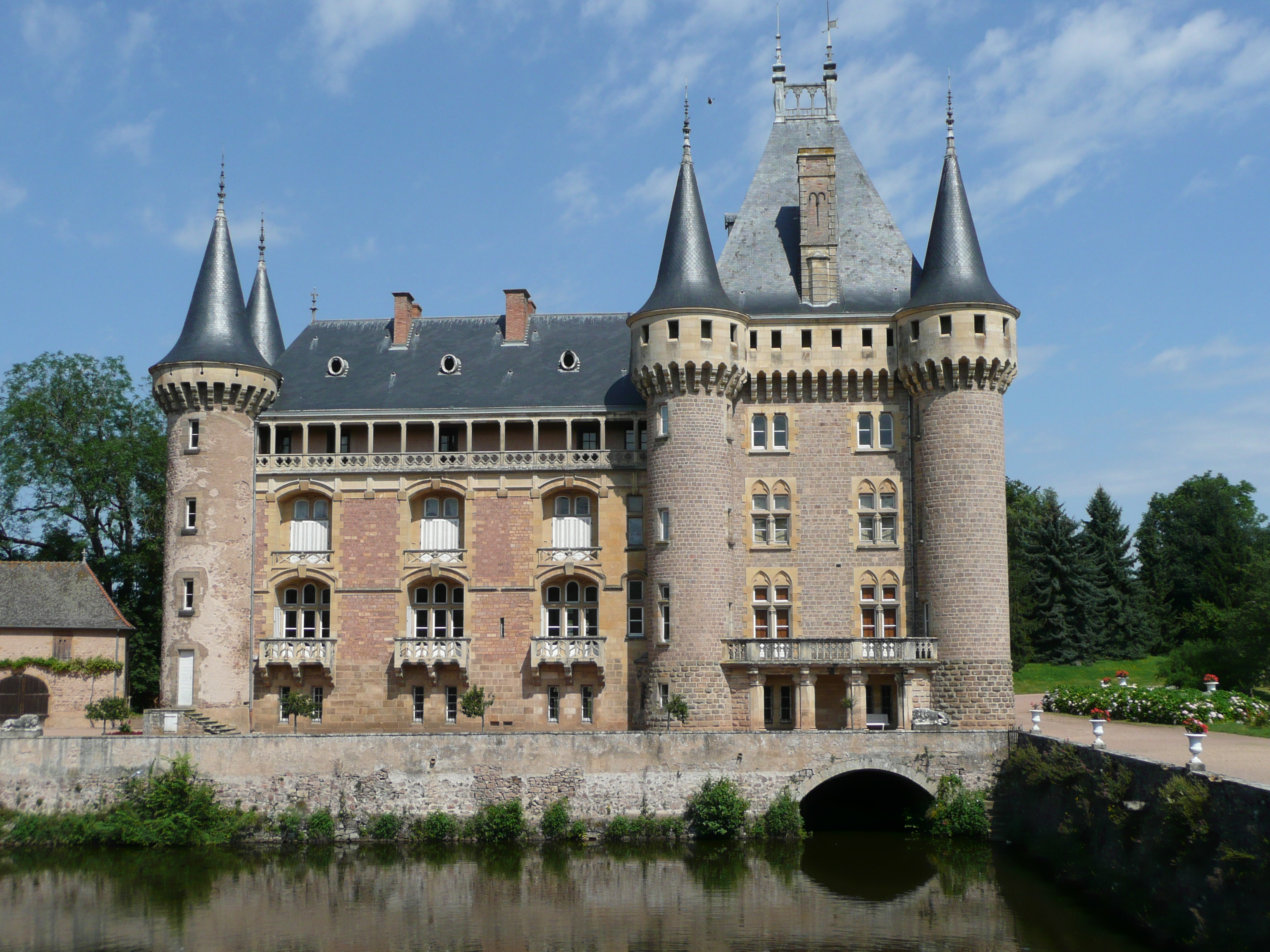
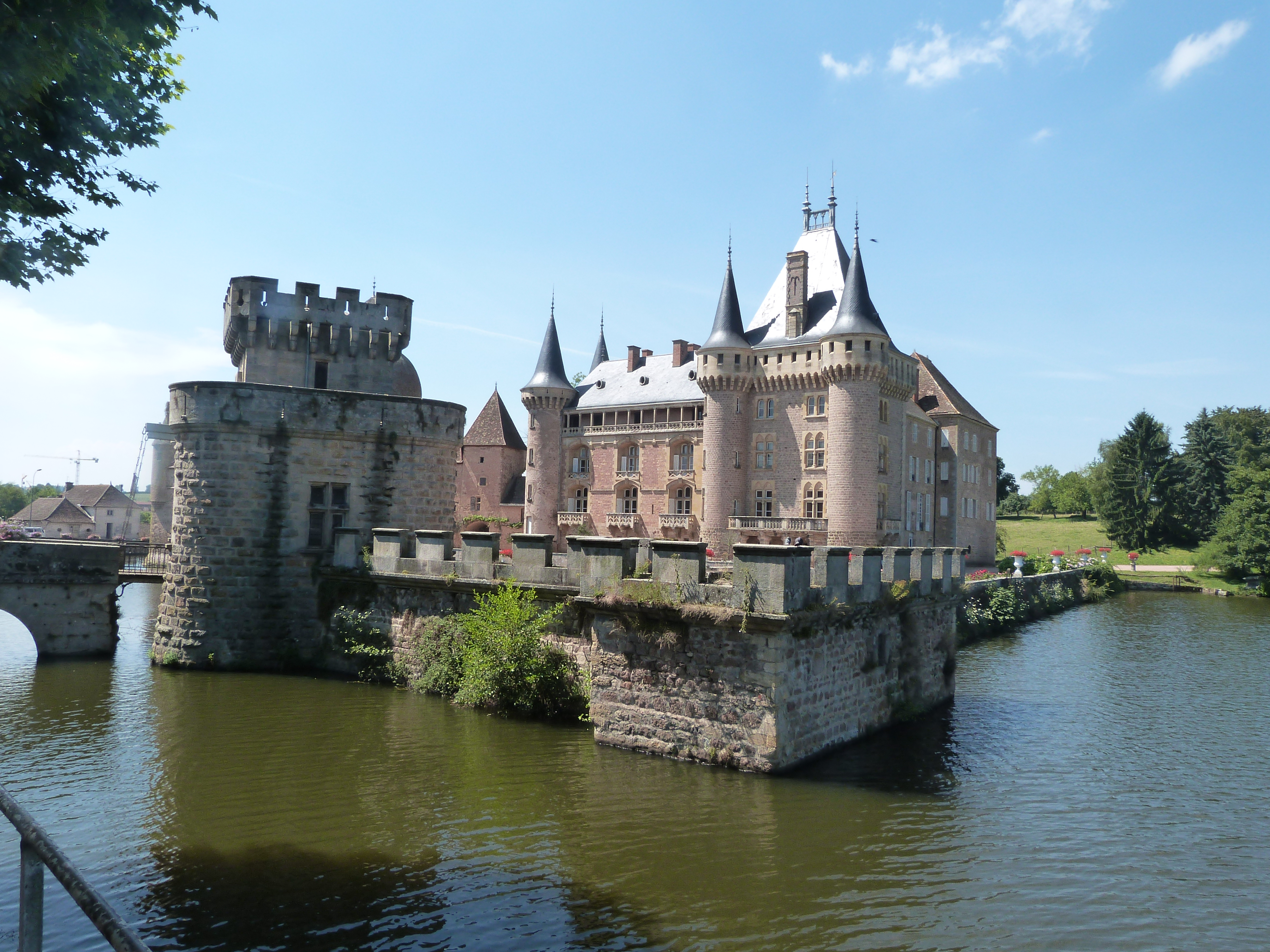